# Kerubin Tušek
Kerubin Tušek, rojen kot Matej Tušek slovenski duhovnik, * 8. september 1876, Sveti Lenart nad Škofjo Loko, † 14. maj 1943, Dachau.

## Življenje
Rojen je bil v premožni družini očetu Matiji in materi Mini (rojeni Kokalj). Leta 1896 je vstopil v frančiškanski red in prevzel redovno ime Kerubin, noviciat je napravil na Trsatu, gimnazijo pa končal na Kostanjevici pri Novi Gorici. V goriškem osrednjem semenišču je študiral bogoslovje, po koncu je 5. oktobra 1900 prejel mašniško posvečenje. Eno leto je nato študiral še v Rimu. V letih 1903–1909 je bil rektor bogoslovja v Kamniku, nato pa na Brezjah pridigar in spovednik. Od leta 1911 do začetka druge svetovne vojne je kot župnik služboval v Nazarjah v Zgornji Savinjski dolini. Tam je bil zelo dejaven, bil je navzoč pri otvoritvi novega gasilskega doma v Nazarjah leta 1924. 
21. aprila 1941, po nemški zasedbi Štajerske, je nemški oficir naznanil, da bodo naslednji dan odpeljali vse duhovnike. To se je res zgodilo, odpeljani so bili v kapucinski samostan v Celje. Zaradi bolehnosti je bil Tušek premeščen najprej v bolnišnico, nato pa se je vrnil v Nazarje, kjer je stanoval v Žlabru pri družini Breznikovih. V tem času so do njega po zakramente prihajali ljudje tudi od daleč, saj je bil edini duhovnik daleč naokoli. Po ovadbi je bil 10. septembra 1942 spet odpeljan v zapor v Celje, nato pa v Maribor. Od tam je bil prepeljan na grad Borl pri Ptuju, kjer je tako oslabel, da so ga prepeljali v ptujsko bolnišnico. 30. oktobra je bil spet vrnjen v Nazarje. 17. januarja 1943 so ga po pogrebu aretirali gestapovci in ga odpeljali na Rečico ob Savinji, od tam pa v Maribor. 28. ali 29. januarja je bil prepeljan v Dachau, kjer je bil vpisan pod številko 43041. Dodeljen je bil v 28. blok, kjer so bili sicer poljski duhovniki. Že tako oslabel je zbolel za drisko in bil premeščen v bolnišnico, nato pa je čez nekaj dni, 14. maja, umrl. Upepeljen je bil 18. maja. 
Njegovo ime je bilo na odstranjeni spominski plošči duhovnikom žrtvam fašizma na Brezjah.